# 利特爾里弗 (堪薩斯州)
利特爾里弗（英語：Little River）是一個位於美國堪薩斯州賴斯縣的城市。

## 地方資料
根據2020年美國人口普查的數據，利特爾里弗的面積為1.01平方千米，當中陸地面積為1.01平方千米，而水域面積為0.00平方千米。當地共有人口472人，而人口密度為每平方千米467.33人。